# 汉堡足球州级联赛
汉堡足球州级联赛（德語：Fußball-Landesliga Hamburg）是德国足球联赛系统中的第六级及汉堡足球协会辖下的第二级联赛，它由“汉萨（Hansa）”和“哈摩尼亚（Hammonia）”两个赛区组成，并且是汉堡高级联赛的输送联赛。在它之下的赛事是分为东、南、西、北四个赛区的汉堡行政区联赛。

## 历史
随着锦标赛性质的汉堡城市联赛于1946年1月重新启动，在其之下也设立了一个双轨制的“一等联赛（1. Klasse）”，并在一年后扩大为三个、1947年甚至扩大为四个赛区。这四个赛区分别以“日耳曼尼亚（Germania）”、“汉萨（Hansa）”、“哈摩尼亚（Hammonia）”和“奥林匹亚（Olympia）”命名。在同一年，北部高级联赛取代了已解散的城市联赛的地位，汉堡的顶级联赛自此由双轨制的协会联赛担当。一等联赛则于1949年获得了“行政区联赛”的新名称，并于1950年再次恢复双轨制，还重新使用了“易北赛区（Elbe-Staffel）”和“阿尔斯特赛区（Alster-Staffel）”的旧称。自同年起，汉堡的顶级联赛（位居北部高级联赛之下）是一个单轨制的汉堡业余联赛。
联赛架构的新改革发生于1953年。汉堡足球协会在业余联赛和行政区联赛之间，加入了一个由日耳曼、汉萨和哈摩尼亚三赛区组成的协会联赛。而当德甲联赛自1963年成立后，则意味着三个协会联赛只能成为第四级（但在汉堡内部仍为第二级）赛事。同时汉堡的最高级别赛事也不再称为业余联赛，而是州级联赛。
接下来的变化是在1970年。这时协会联赛也被调低一级，并且原本已闲置不用的“业余联赛”称谓自此被再度应用于一个新的汉堡第二级联赛中，它由至今仍然存在的汉萨和哈摩尼亚赛区组成。除了进一步的名称更改外，汉堡前三级联赛的基本架构从此维持不变。
作为设立德乙联赛造成的影响，两个业余联赛赛区自1974年起只能成为德国的第五级赛事。等级制度的名称在1978年发生调转：汉堡的最高级别联赛从此被称为协会联赛，而其下级则采纳了至今使用的名称——州级联赛。最近的一次变化是由1994年复办地区联赛所引起：自那时起两个州级联赛的赛区进一步滑落至德国联赛系统的第六级。

## 构成
汉堡州级联赛的两个赛区各设16支参赛球队，其中汉萨赛区的球队大多来自汉堡的东部和南部，而哈摩尼亚赛区的球队则大多来自汉堡的西部和北部。然而，它可能因架构（最近一次是由于设立单轨制的德丙联赛和三轨制的地区联赛）或竞赛（例如同一地区有多支球队从汉堡高级联赛降级或一个俱乐部的一线队和二线队都在州级联赛作赛）方面的原因而令这种构成方式产生偏差。

## 赛制
升级规则是根据汉堡球队在地区联赛的绩效表现而采用“浮动标准”。只有州级联赛各自赛区的冠军能够确保升入汉堡高级联赛，如果仍有名额空缺，则亚军方可升级。在2013-14赛季结束后，尽管维多利亚汉堡从地区联赛降级，但州级联赛的两个亚军仍然得以升入高级联赛，这是因为冠军汉堡93弃权以及高级联赛球队东斯泰因贝克被强制降级。东斯泰因贝克自此只能在县级联赛、以及汉堡93只能在最低级的县等联赛开始作赛。
无论从地区联赛降级的汉堡球队数量如何，州级联赛的末三名球队都将降入各自相应的行政区联赛。行政区联赛的冠军可直接升入州级联赛，亚军则需要参加附加赛——有多少升级的名额，又取决于“浮动标准”。所有升级和降级球队所编入的赛区不会有太大差别，因为其本身就是根据球队所处的地理位置出现在比赛区域内。

## 历年冠军
| 赛季    | 赛区                  | 赛区                    |
| 赛季    | 汉萨                  | 哈摩尼亚                |
| ------- | --------------------- | ----------------------- |
| 1970-71 | 贝尔格多夫            | 蓝白舍内费尔德          |
| 1971-72 | 阿尔托纳93            | 埃德尔斯特德            |
| 1972-73 | 比尔斯特德前进        | 汉堡93                  |
| 1973-74 | 布克斯特胡德          | 荷尔斯泰因埃尔姆斯霍恩  |
| 1974-75 | 施塔德                | 卢鲁普                  |
| 1975-76 | 乌剌尼亚汉堡          | 维多利亚威廉斯堡-费德尔 |
| 1976-77 | 和睦诺德施特德        | 哈尔堡TB                |
| 1977-78 | 胡梅尔斯比特尔        | 圣保利业余队            |
| 1978-79 | 汉堡业余队            | 荷尔斯泰因库伊克博恩    |
| 1979-80 | 布拉姆费尔德          | 古登斯特恩施塔德        |
| 1980-81 | 格斯塔特              | SC平讷贝格              |
| 1981-82 | 伯尔恩森              | FSV哈尔堡               |
| 1982-83 | 迈恩多夫              | 阿尔托纳93              |
| 1983-84 | 杜沃08                | 蓝白舍内费尔德          |
| 1984-85 | 埃尔贝克              | 南易北                  |
| 1985-86 | 巴尔斯比特尔          | 埃尔姆斯霍恩拉斯珀      |
| 1986-87 | 格拉斯许特            | 施塔德                  |
| 1987-88 | 阿伦斯堡              | 哈克斯海德              |
| 1988-89 | 奥克森韦德            | 布兰克内塞彗星          |
| 1989-90 | 汉堡93                | 圣保利业余队            |
| 1990-91 | 汉堡神鹰              | 兰根霍恩                |
| 1991-92 | 巴尔斯比特尔          | 哈尔斯滕贝克-雷林根     |
| 1992-93 | 洛布吕格              | 霍恩                    |
| 1993-94 | 布拉姆费尔德          | 埃尔姆斯霍恩MTV         |
| 1994-95 | 伯尔恩森              | 布兰克内塞              |
| 1995-96 | 奥克森韦德-莫尔弗雷特 | 韦德尔                  |
| 1996-97 | 达森多夫              | 哈尔堡                  |
| 1997-98 | 埃姆斯比特尔          | 荷尔斯泰因库伊克博恩    |
| 1998-99 | 巴姆贝克-乌伦霍斯特   | ETSV阿尔托纳            |
| 1999-00 | 布拉姆费尔德          | 汉堡93                  |
| 2000-01 | 迈恩多夫              | 荷尔斯泰因库伊克博恩    |
| 2001-02 | 洛布吕格              | 土耳其体育模范          |
| 2002-03 | 巴尔斯比特尔          | 鲁根贝尔根              |
| 2003-04 | 尼恩多夫              | 埃德尔斯特德            |
| 2004-05 | 圣格奥尔格-霍恩       | 南易北                  |
| 2005-06 | 和睦诺德施特德        | 布赫霍尔茨08            |
| 2006-07 | 国际贝尔格多夫        | 鲁根贝尔根              |
| 2007-08 | 比尔斯特德前进        | 厄根比特尔              |
| 2008-09 | 东斯泰因贝克          | 韦德尔                  |
| 2009-10 | 布拉姆费尔德          | 日耳曼尼亚施内尔森      |
| 2010-11 | 费尔及马施兰          | VfL平讷贝格             |
| 2011-12 | 巴姆贝克-乌伦霍斯特   | 埃尔姆斯霍恩            |
| 2012-13 | 东斯泰因贝克          | 布兰克内塞              |
| 2013-14 | 布克斯特胡德          | 汉堡93                  |
| 2014-15 | 土耳其威廉斯堡        | 卢鲁普                  |
| 2015-16 | 波彭比特尔            | 奥斯多夫                |